# ТЭМ1
ТЭМ1 (тепловоз с электрической передачей, маневровый, тип 1) — советский крупносерийный 6-осный маневровый тепловоз. Конструктивно представляет собой сочетание кузова и дизеля (с некоторыми изменениями) от ТЭ1 с тележками и электродвигателями от ТЭ3. Получил широкое распространение в стране, впоследствии был налажен выпуск его усиленной версии — ТЭМ2.

## История

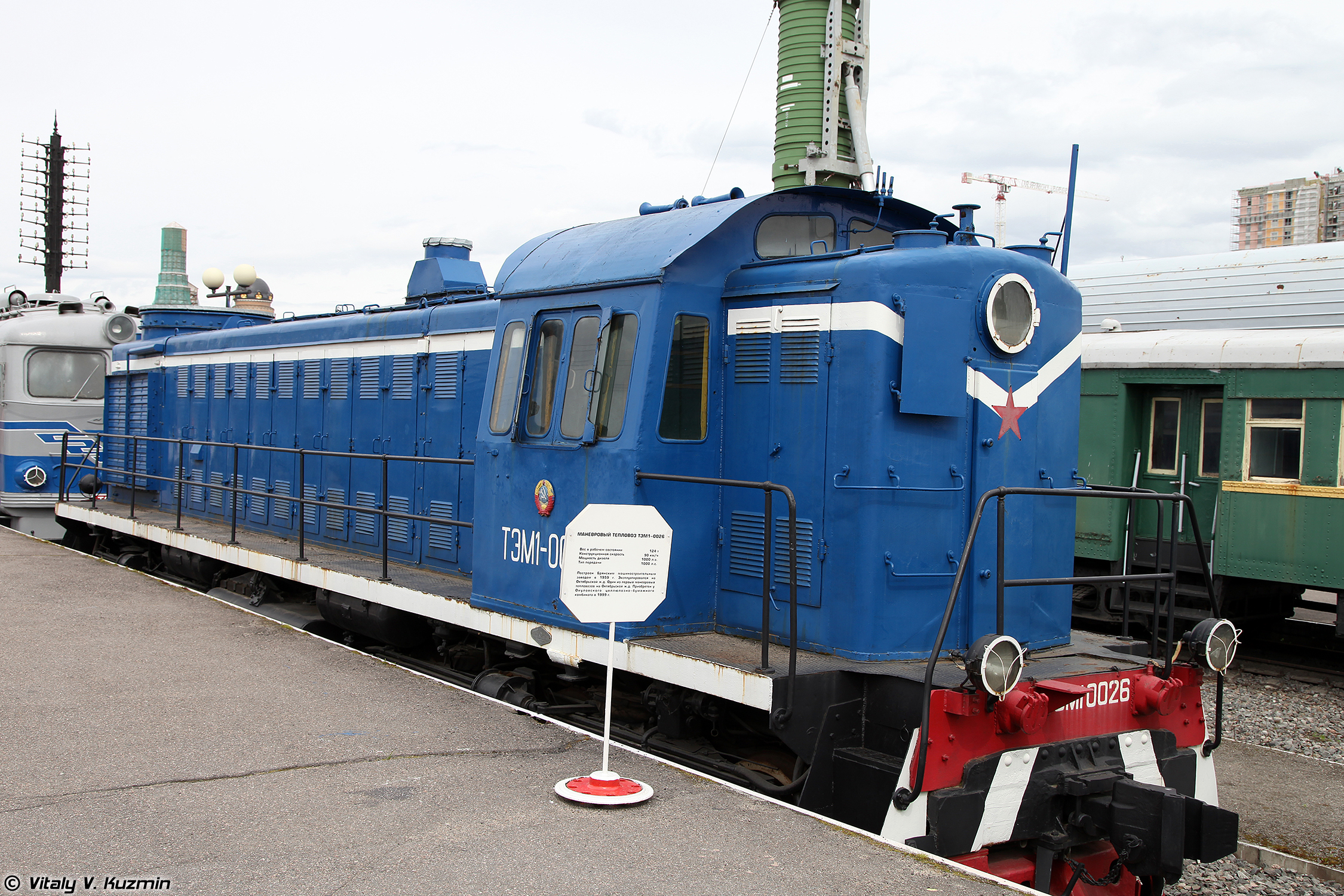
ТЭМ1-0026 (машина ранних выпусков)

Выпуск тепловозов серии ТЭМ1 начат на основе серии ТЭ1 БМЗ в 1958 году.
На новых тепловозах вместо дизеля Д50 начали устанавливать новый тип дизелей — 2Д50, отличающийся от применяемого на тепловозах серий ТЭ1 и ТЭ2 устройством распределительного вала. Главный генератор и двухмашинный агрегат также ранее применялись на тепловозах серий ТЭ1 и ТЭ2. Тележка с тяговыми электродвигателями, топливный бак и система охлаждения взяты от тепловоза серии ТЭ3.
Тепловозы серии ТЭМ1 строились с 1958 по 1968 год. В июне 1964 года Брянский машиностроительный завод выпустил тысячный тепловоз серии, всего их выпущено 1946. ТЭМ1 поставлялись как для МПС, так и для промышленных предприятий.
| Год выпуска | Количество построенных тепловозов | Количество построенных тепловозов | Количество построенных тепловозов | Номера    |
| ----------- | --------------------------------- | --------------------------------- | --------------------------------- | --------- |
| Год выпуска | для МПС                           | для пром. предприятий             | Всего                             | Номера    |
| 1958        | 13                                | 2                                 | 15                                | 0001—0015 |
| 1959        | 65                                | 55                                | 120                               | 0016—0135 |
| 1960        | 108                               | 54                                | 162                               | 0136—0297 |
| 1961        | 130                               | 58                                | 188                               | 0298—0485 |
| 1962        | 135                               | 65                                | 200                               | 0486—0685 |
| 1963        | 140                               | 50                                | 190                               | 0686—0875 |
| 1964        | 135                               | 85                                | 220                               | 0876—1095 |
| 1965        | 114                               | 83                                | 197                               | 1096—1292 |
| 1966        | 107                               | 146                               | 253                               | 1293—1545 |
| 1967        | 120                               | 151                               | 271                               | 1546—1816 |
| 1968        | 37                                | 93                                | 130                               | 1817—1946 |

С 1968 года завод перешёл на серийное производство тепловозов ТЭМ2.
В процессе выпуска в конструкцию тепловоза вносился ряд изменений.
- с № 0003 боковые опоры на тележках стали выполняться плоскими, то есть без возвращающих устройств;
- с № 0063 перестало ставиться оборудование для работы тепловозов по СМЕ;
- с № 0181 вместо воздухорапределителей МТЗ-135 стали устанавливать воздухораспределители № 270-002; изменена электрическая схема соединений машин и аппаратов;
- с № 0205 топливоподкачивающий и маслопрокачивающий насосы стали ставить на специальном постаменте, а не на полу;
- с № 0270 кабина машиниста стала выполняться по типу кабин тепловоза ТЭМ2, то есть без боковых скосов; в цепи перехода с последовательного на последовательно параллельное соединение ТЭД введено дополнительное реле времени (РВ2);
- с № 0276 стала применяться автоматическая прокачка масла перед пуском дизеля, что повышало долговечность его подшипников;
- с № 0291 зубчатые колёса тягового редуктора стали устанавливать непосредственно на ось колёсной пары, а не на удлинённую ступицу колеса (распространено среди магистральных локомотивов), что дало возможность использовать цельнокатанные колёса;
- с № 0320 введено устройство для обогрева ног машиниста;
- с № 0450 перестали устанавливать котёл обогрева;
- с № 0468 в буксах 1,3, 4 и 6-й колёсных пар начали устанавливать пружинные упоры;
- с № 0490 в боковых опорах кузова в паре трения стал использоваться сплав ЦАМ 9-1,5 вместо стали;
- с № 0508 стали применяться тележки с восьмилистовыми рессорами и резиновыми амортизаторами (как на тепловозах ТЭ3 выпуска 1962 года, но без цилиндрических пружин у середины листовых рессор);
- с № 0737 вместо регулятора напряжения СРН-79 стали ставить регулятор ТРН-1А;
- с № 0745 в приводах топливоподкачивающего и маслопрокачивающего насосов вместо электродвигателей П21 мощностью 0,5 кВт стали ставить П22 мощностью 0,9 кВт;
- с № 0800 в приводе вентилятора холодильника начали использовать карданные валы автомобильного типа (ГАЗ-51);
- с № 0880 в креплении стяжного ящика к раме число заклёпок повышено с 18 до 26;
- с № 0950 перестали ставить буфера; введена добалластировка локомотива (для компенсации снижения сцепного веса);
- с № 1474 исключено дополнительное перемещение букс средней колёсной пары в раме тележки;
- с № 1532 введена система аварийного питания дизеля топливом;
- с № 1755 в низковольтных электрических цепях вместо плавких предохранителей начали устанавливать автоматические выключатели;
- с № 1875 в цепях перехода ТЭД с одного соединения на другое, а также в переключении возбуждения ТЭД введено дополнительное реле времени; несколько изменены цепи управления.

## ТЭМ1М
С 1976 года на Астраханском ТРЗ, а с 1984 года и на Мичуринском ЛРЗ начали проводить капитальный ремонт тепловозов ТЭМ1 с присвоением новой серии ТЭМ1М. Внешне от базовой модели они отличались лишь увеличенной высотой длинного капота, а также имели ДГУ и аккумуляторы тепловозов ЧМЭ3. Всего было модернизировано 142 тепловоза.